# Ben Jacques-Maynes
Benjamin (Ben) Jacques-Maynes (Berkeley, 22 september 1978) is een Amerikaans voormalig wielrenner die in 2015 zijn carrière afsloot bij Jamis-Hagens Berman. Zijn tweelingbroer Andy is ook een voormalig wielrenner, de broers reden in 2002 en 2003 en van 2009 tot 2011 in dezelfde ploeg.

## Overwinningen
2012
Bergklassement Ronde van Utah
2014
Bergklassement USA Pro Challenge

## Ploegen
- 2002 –  Sierra Nevada-Cannondale Cycling Team
- 2003 –  Sierra Nevada-Clif Bar Racing Team
- 2004 –  Sierra Nevada Cycling
- 2005 –  Kodak Easyshare Gallery-Sierra Nevada Pro Cycling
- 2006 –  Kodakgallery.com-Sierra Nevada Pro Cycling
- 2007 –  Priority Health Cycling Team presented by Bissell
- 2008 –  Bissell Pro Cycling
- 2009 –  Bissell Pro Cycling
- 2010 –  Bissell
- 2011 –  Bissell Cycling
- 2012 –  Bissell Cycling
- 2013 –  Jamis-Hagens Berman
- 2014 –  Jamis-Hagens Berman
- 2015 –  Jamis-Hagens Berman